# Vụ hỏa hoạn Dhaka 2019
Vào ngày 20 tháng 2 năm 2019, lửa đã bùng phát ở thành phố Dhaka, Bangladesh. Vụ cháy bắt đầu trong một vụ tai nạn trên đường giữa xe bán tải và xe riêng. Sau vụ va chạm, bình gas của xe hơi tư nhân phát nổ. Ngọn lửa sau đó lan sang một nhóm các tòa nhà đang được sử dụng để lưu trữ hóa chất, và nhanh chóng mở rộng sang các tòa nhà gần đó trong khu lịch sử dày đặc Chowk Bazaar ở Old Dhaka. Vụ cháy khiến ít nhất 80 người thiệt mạng và 50 người khác bị thương.